# Ernst Möller
Ernst Möller (Kiel, 19 agosto 1891 – 8 novembre 1916) è stato un calciatore tedesco, di ruolo attaccante.